# Левчук Сергій Андрійович

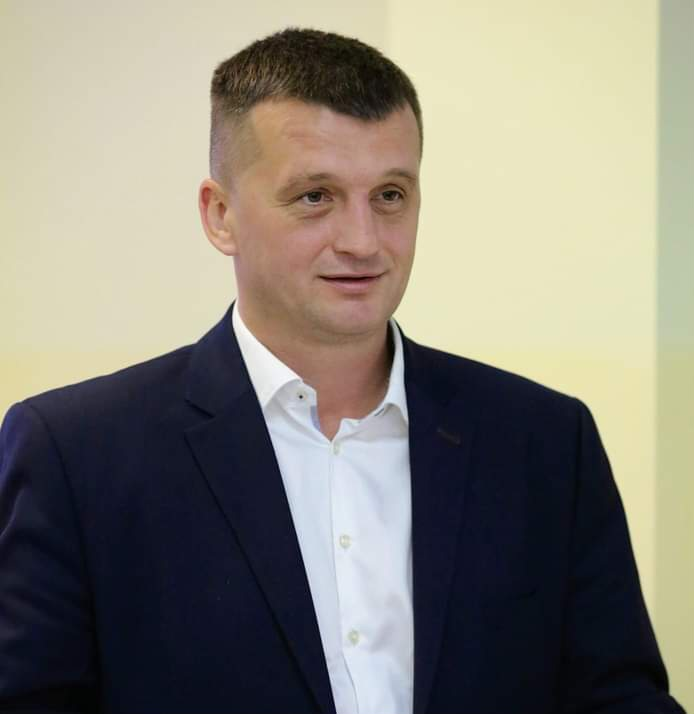

Сергій Андрійович Левчук (нар. 26 грудня 1975, Чернівці, Чернівецька область, Українська РСР, СРСР) – політик, державний та громадський діяч, експерт з питань спорту. Голова Секретаріату Всеукраїнської асоціації органів місцевого самоврядування «Українська асоціація районних та обласних рад», засновник Благодійної Організації "Благодійний Фонд "НА ЧАСІ", Представник Уповноваженого із захисту державної мови, Голова Державного агентства спорту України (2020), віцепрезидент Спортивного комітету України, співзасновник та перший (2014-2019) президент Української Федерації Карате (УФК), член Виконкому Європейської федерації карате (EKF).

## Життєпис

### Освіта
У 1998 році закінчив математичний факультет Чернівецького державного університету ім. Ю. Федьковича. Спеціальність – прикладна математика. 
У 2010 році здобув кваліфікацію спеціаліста з олімпійського та професійного спорту у Львівському державному університеті фізичної культури.  

### Трудова діяльність
З 2003 до 2005 – комерційний директор ТОВ «Евітел». 
З 2005 до 2009 – генеральний директор ТОВ «Евітел». 
З 2015 до 2020 – заступник генерального директора Товариства з додатковою відповідальністю  «Страхова компанія «СПЕЙР». 
З 2009 до 2020 – президент ВГО «Українська Федерація Карате».  
З 2018 – член виконкому Європейської федерації карате.  
З 2018 по 2022 був членом Національного Олімпійського Комітету України.  
З 19 лютого до 19 серпня 2020 – Голова Державного агентства спорту України. 
З 20 серпня до 22 жовтня 2020 – Заступник керівника Секретаріату Уповноваженого із захисту державної мови.  
З 23 жовтня 2020 до 7 листопада 2023 – Представник Уповноваженого із захисту державної мови.
З 8 листопада 2023 — Голова Секретаріату Всеукраїнської асоціації органів місцевого самоврядування «Українська асоціація районних та обласних рад».

### Громадська діяльність
З 2000 – Президент Молодіжної Громадської Організації «Сьогун». 
З 2015 до 2017 – заступник голови громадської ради при Міністерстві  молоді та спорту України. 
З 2018 до 2020 – голова київської обласної організації політичної партії «Народний рух України». 
З 2022 – співзасновник благодійного фонду «На часі», який допомагає ЗСУ та здійснює проєкт соціальної підтримки постраждалих від війни. 
З травня 2023 – співзасновник громадської організації «Спортивний контекст», яка просуває ідею реформи українського спорту.  
Майстер спорту України з карате. 
Співавтор та ініціатор реформи спортивної галузі в Україні.

## Особисте життя
Одружений. Захоплення – історія, філософія.     